# Okeanos (sous-marin)
Pour les articles homonymes, voir Okeanos.
Le Okeanos (S-118) (Ωκεανός) est un des quatre sous-marin d'attaque Type 209-1200 de la marine grecque construit en Allemagne de l'Ouest.

## Électronique
- 1 radar de veille surface Thomson-CSF Calypso 2
- 1 sonar actif/passif d’attaque Atlas Elektronik CSU.3
- 1 sonar passif Atlas Elektronik PRS.4
- 1 contrôle d’armes Signaal Sinbad
- 1 détecteur radar Argo AR.700.S5